# Джон Ерман
Джон Ерман (на английски: John Erman) е американски телевизионен и филмов режисьор, актьор и продуцент.

## Биография
Джон Ерман е роден на 3 август 1935 г. в Чикаго, Илинойс. Прекарва ранните години в кариерата си, след няколко малки роли във филми като Космически човек (1957), режисирайки епизоди от по-известни за времето си сериали като Пейтън Плейс, Беглецът, Отвъд границите на възможното, Стоуни Бърк, Бен Кейси, Моят любим марсианец, Онова момиче, Летящата монахиня, Маркъс Уелби, Стар трек, и Джъд за защитата.
Ерман режисира няколко епизода от Корени и продължение му, Корени: следващите поколения и Кралицата на Алекс Хейли, както и многобройни телевизионни филми.
Режисьорските репортажи на Ерман включват Айс Ели и Роджър от Небесата и Стела.
Умира на 25 юни 2021 г. в Ню Йорк след кратко боледуване на 85-годишна възраст.

## Награди и номинации
Награди
- 1978 г. – Режисьорска награда на „Гилдията на Америка“ за изключителен режисьорски успех в драматичната серия (Корени II);
- 1983 г. – награда „Еми“ за изключителна режисура в ограничени серии (Кой ще обича децата ми?);
- 1986 г. – Режисьорска награда на „Гилдията на Америка“ за изключителен режисьорски успех в драматични спектакли (Ранно замръзване);
- 2004 г. – Монте Карло телевизионни награди, Златната нимфа за най-добър режисьор – телевизионни филми (The Blackwater Lightship);
- 2004 г. – Монте Карло телевизионни награди, награда SIGNIS (The Blackwater Lightship).

## Филмография
- Космическият човек (1959)